# Llengua estàndard
Una llengua estàndard (també anomenada estàndard lingüístic, varietat estàndard, dialecte estàndard, dialecte estandarditzat i estàndard) és una varietat lingüística d’una llengua determinada que, a partir del seu diasistema, ha patit una codificació substancial de la gramàtica i l'ús per obtenir un model de llengua unitari per a l'ensenyament, els usos oficials i els usos escrits i formals, que alhora permeti cohesionar, des del punt de vista polític, el territori on és oficial. Ocasionalment el terme es refereix a la totalitat d'un llenguatge que inclou una forma estandarditzada com una de les seves varietats.
Normalment, les varietats lingüístiques que pateixen una estandardització substantiva són els dialectes associats als centres de comerç i govern. Per processos que els antropòlegs lingüístics anomenen "desplaçament referencial" i que els sociolingüistes anomenen "elaboració de la funció", aquestes varietats adquireixen el prestigi social associat al poder. Com a efecte sociològic d'aquests processos, la majoria dels usuaris d'aquesta llengua arriben a creure que la llengua estàndard és la llengua original, o inherentment superior, o la consideren la línia de base lingüística amb la qual jutjar altres varietats de llengua.
L'estandardització d'una llengua és un procés continu, perquè una llengua en ús no es pot estandarditzar permanentment com les parts d'una màquina. Normalment, els processos d'estandardització inclouen esforços per estabilitzar l'ortografia del dialecte de prestigi, per codificar usos i significats particulars (denotatiu) mitjançant gramàtiques i diccionaris formals, i per fomentar l'acceptació pública de les codificacions com a intrínsecament correctes. En aquest sentit, un idioma pluricèntric té varietats estàndard que interactuen; exemples en són l’anglès, el francès, el català i portuguès, l’alemany, coreà i serbocroat, espanyol i suec, armeni i xinès mandarí; mentre que els idiomes monocèntrics, com ara rus i japonès, tenen un idioma estandarditzat.
El procés d'estandardització s'inclou a la part de la política lingüística relativa a la modelació formal d'una llengua, a l'adscripció d'un estatus jurídic i administratiu, i al foment de la seva adquisició, conegut en sociolingüística com a planificació lingüística.

## Procés d'estandardització
El procés d'estandardització requereix seleccionar certs trets del diasistema que es vol estandarditzar, segons l'aplicació de criteris restrictius de garbellament. També cal el consens i la formalització de certes formes que puguin ser usades com a convenció, que marquin els límits del que es considera i el que no es considera una forma de la varietat estàndard. Algunes característiques no excloents que solen identificar una varietat estàndard són: 
- Un sistema d'escriptura que fixi les convencions  ortogràfiques que es faran servir per escriure la llengua i fixar formes comunes i estables.
- Un diccionari o grup de diccionaris estàndard, que fixi un vocabulari i faci servir una ortografia estandarditzada definida prèviament.
- Una gramàtica prescriptiva reconeguda que registri les formes, regles i estructures del llenguatge i que recomani certes formes i en desaconselli d'altres.
- Un sistema de pronunciació estàndard, que es consideri com "educat" o "adequat" pels parlants i suposadament lliure de marcadors regionals.
- Una institució o persones que promoguin l'ús de la llengua i que tinguin certa autoritat, formal o informal, en la definició de les seves normes d'ús, com l'Institut d'Estudis Catalans o l'Acadèmia Valenciana de la Llengua.
- Un estatut o constitució que li dona un estat oficial al sistema legal d'un país o ciutat.
- L'ús de la llengua en la vida pública, per exemple en el poder judicial i el poder legislatiu.
- Un cànon literari.
- La traducció a la llengua de textos sagrats, com la Bíblia.
- L'ensenyament escolar de l'ortografia i gramàtica estandarditzades.
- La preferència d'aquesta varietat particular, per sobre d'altres varietats mútuament comprensibles amb l'anterior, per a l'aprenentatge de l'idioma com una segona llengua.

Quan l'estàndard és llengua oficial d'ensenyament, pot existir una  reglamentació política de tipus coercitiu, que obligui a aplicar aquesta varietat en exclusiva en el terreny educatiu. Per exemple, la llei Moyano d'Instrucció Pública, promulgada el 1857, en l'article 88, establia que «La Gramática y Ortografía de la Academia Española serán texto obligatorio y único para estas materias en la enseñanza pública».

## Tipologies d'estandardització
Per a l'estandardització, se solen seleccionar un o més dels següents tipus de varietats d'un diasistema en un determinat moment històric: 
1. Varietats sociolectals;
2. Varietats funcionals;
3. Varietats geolectal.

D'entre les diverses varietats sociolectals, és freqüent seleccionar la varietat de les elits culturals, socials, econòmiques i polítiques, anomenades també varietats de prestigi. D'entre les diverses varietats funcionals, o registres, per a la codificació gramatical i lèxica, és freqüent seleccionar la varietat més fixa i tradicionalment relacionada amb els usos de les capes socials cultes (i al mateix temps més propera a l'estàndard): la llengua escrita. D'entre les diverses varietats geolectals, és freqüent seleccionar la varietat de la zona geogràfica on es troba el poder polític o econòmic d'un país o regió lingüística.
Segons la o les varietats geogràfiques que serveixin de base a l'estàndard, hi ha tres 'tipologies d'estàndard:' unitària monocèntrica, unitària policèntrica (o composicional) i pluricèntrica: 
- Es diu 'estàndard unitari monocèntric' a l'elaborat per un sol organisme normatiu, per al qual selecciona una sola varietat geogràfica. Fins a l'aplicació de la nova política lingüística panhispànica,[20] l'estàndard del castellà era unitari monocèntric. A més de seleccionar una sola varietat geogràfica (castellà del nord), s'elaborava també a partir del registre escrit de les classes cultes.
- Es diu 'estàndard unitari policèntric (o composicional)' a l'elaborat per un sol organisme normatiu o per un cos coordinat d'organismes normatius, en el qual se seleccionen i fusionen algunes o totes les varietats geogràfiques d'un mateix diasistema. Aquest és el cas del nou estàndard panhispànic policèntric de l'espanyol,[21] format a partir de la selecció de varietats cultes i preferentment de registres escrits de tot l'àmbit hispanoparlant, o també el de l'euskera unificat, o euskera batua.
- S'anomenen 'estàndards pluricèntrics' als diferents estàndards elaborats per diferents organismes, a partir d'un mateix diasistema lingüístic. Aquest és el cas de la llengua catalana, que suma a l'estàndard unitari policèntric original, o estàndard composicional[22] (elaborat amb totes les varietats geogràfiques del català ensems), un nou estàndard unitari policèntric elaborat a partir de les varietats cultes parlades al País Valencià.[23]

## Característiques dels estàndards
Els estàndards, com a llengües elaborades, restringides i fixes, no es poden considerar variants naturals d'una llengua. A més, com artificis que són, formats convencionalment per agents de planificació lingüística (autoritats lingüístiques: acadèmies (per al català, l'IEC i l'AVL), o gramàtics, ortogràfics i lexicògrafs normativista), no es creen per convenció social d'una comunitat de parlants, sinó com a conseqüència d'una actuació expressa sobre el llenguatge. Com a models de llengua fixos, tenen una variació interna mínima i no estan subjectes a les lleis naturals del canvi lingüístic. Per mutar, cal que un agent normalitzador els modifiqui expressament, sovint per adequar-los als canvis que s'han assentat en la llengua natural o per adequar-los a noves necessitats polítiques, educatives, econòmiques o socials. Com a models de llengua artificials i elaborades, s'aprenen després de llargs anys d'instrucció. Així, 'l'estàndard del català no és un dialecte del català, ni un diasistema. Tampoc és una norma social o norma usual, 'entenent per norma usual la manera particular de l'ús de la llengua en un determinat grup, sigui aquest social, geogràfic o funcional. Si fos una norma usual hi hauria una multitud d'estàndards, ja que la norma usual implica que a cada col·lectivitat o cada individu li correspondria una norma segons l'enfocament dialectal que se li apliqués, que "hi haurà tantes 'normes' com dialectes i sociolectes es puguin identificar". Com que aquestes 'normes' són parles de certes col·lectivitats socialment delimitades, a cada individu li correspondrà una 'norma' segons l'enfocament dialectal que se li apliqui "».
Al marge de l'estàndard o dels estàndards oficials d'una llengua, els mitjans de difusió massiva (premsa, ràdio, televisió i editorials) poden crear els seus propis estàndards, d'acord amb les seves pròpies necessitats de comunicació i amb les característiques concretes dels grups de parlants als quals es dirigeixen. Aquests estàndards particulars es recullen en els llibres d'estil de cada mitjà. En aquests estàndards poden estar presents trets lingüístics del diasistema que no estan reconeguts en l'estàndard oficial.

## Estàndard i Conflicte lingüístic
La creació d'una llengua estàndard representa sovint el triomf d'una certa varietat funcional, geolectal o sociolectal. La seva selecció sol ocasionar que altres varietats que difereixen de l'estàndard perdin prestigi social. Per això en alguns països la selecció d'una llengua estàndard pot generar un conflicte social i polític, en ser entesa com una actitud excloent. En noruec, per exemple: hi ha dos estàndards paral·lels, el bokmål, basat parcialment en la pronunciació local del danès en l'època en què Dinamarca dominava Noruega i el nynorsk, basat en formes dialectals de l'oest de Noruega. D'altra banda, l'italià inclou dialectes amb una variació més gran de la que exhibeixen les dues versions del noruec.

## Varietats estàndards de les llengües modernes
L' italià estàndard deriva de la variant geogràfica utilitzada en Florència i no del  dialecte romà. L'alemany estàndard no es basa en una ciutat o regió específiques sinó que ha estat desenvolupat en un procés que va durar diversos centenars d'anys, durant els quals els escriptors van intentar expressar-se de forma tal que poguessin ser compresos en una àrea el més extensa possible. Fins a principis del segle xix l'alemany estàndard era una llengua exclusivament escrita, s'aprenia gairebé com una llengua estrangera pels habitants del nord del país, on els dialectes eren molt diferents. El resultat va ser que aquests parlants van intentar pronunciar l'alemany estàndard seguint acuradament l'ortografia; aquesta forma de la parla es va estendre més tard cap al sud.
Altres llengües estàndard presenten un històric d'elaboració menys complex. L'anglès  britànic, va basar la seva pronunciació estàndard (Received Pronunciation) en el sociolecte dels internats privats. Als Estats Units, l'estàndard s'aproximà als dialectes del nord del Mig Oest.